# Natércia

Natércia este un oraș în Minas Gerais (MG), Brazilia.